# تبانی زوجین
تبانی (انگلیسی: Collusion)، اصطلاحی در روان‌شناسی است که به الگوهای رفتاری ناخودآگاه در روابط زوجین اشاره دارد و در درمان زوجین مورد استفاده قرار می‌گیرد.
یورگ ویلی، در کتاب خود «رابطه دو نفره»، مفهوم تبانی را معرفی و آن را به عنوان تعامل ناخودآگاه بین دو نفر در یک رابطه تعریف می‌کند. او معتقد است که در مراحل مختلف رابطه، زوجین برای اجتناب از درگیری، به‌طور ناخودآگاه به الگوهای رفتاری خاصی روی می‌آورند که این الگوها می‌توانند به تبانی منجر شوند. به عبارت دیگر، تبانی زمانی رخ می‌دهد که زوجین برای حفظ رابطه و اجتناب از رویارویی با مشکلات، به‌طور ناخودآگاه به یکدیگر آسیب می‌زنند. ویلی معتقد است که هر درگیری لزوماً تبانی نیست، اما هرگونه تلاش مخرب برای حل تعارض می‌تواند به تبانی منجر شود.
ویلی در نظریه خود، با ترکیب رویکردهای روان‌کاوی، خانواده‌درمانی و ارتباط‌درمانی، چهار الگوی اصلی تبانی را شناسایی می‌کند:
1. تبانی خودشیفته: عشقی که در آن هر یک از طرفین، دیگری را به عنوان امتداد خود می‌بینند و به دنبال تأیید و تحسین از سوی او هستند.
2. تبانی دهانی: عشقی که در آن یکی از طرفین نقش مراقبت‌کننده و دیگری نقش وابسته را ایفا می‌کند.
3. تبانی مقعدی-سادیستی: عشقی که در آن طرفین به دنبال کنترل و تسلط بر یکدیگر هستند و از تنبیه و تحقیر لذت می‌برند.
4. تبانی فالیک-ادیپی: عشقی که در آن یکی از طرفین به دنبال اثبات مردانگی خود است و دیگری نقش مادر یا پدر را برای او بازی می‌کند.

ویلی همچنین به نقش شخص ثالث در روابط زوجین و تأثیر آن بر تبانی می‌پردازد. او معتقد است که روابط با دیگران برای رشد و پیشرفت یک زوج ضروری است، اما در برخی موارد، این روابط می‌توانند به عنوان ابزاری برای اجتناب از درگیری و تشدید تبانی مورد استفاده قرار گیرند.
در نهایت، ویلی به کاربرد مفهوم تبانی در زوج درمانی می‌پردازد. او معتقد است که شناسایی و درک الگوهای تبانی می‌تواند به زوجین کمک کند تا مشکلات خود را حل کرده و رابطه سالم‌تری را تجربه کنند. این موضوع پیچیده‌ای است که ویلی در کتاب دوم خود با عنوان «درمان رابطه دو نفره» به‌طور مفصل به آن می‌پردازد.

## تبانی خودشیفته
در این نوع تبانی، یکی از زوجین (معمولاً مرد) خود را برتر و بزرگ می‌پندارد و دیگری (معمولاً زن) با تحسین و ستایش به او واکنش نشان می‌دهد. فرد تحسین‌شده ممکن است خود را بی‌ارزش و نالایق عشق ببیند و به شریک خود یا شخص دیگری وابسته باشد. او ممکن است رفتارهای خودتخریبی مانند کار بیش از حد یا مصرف مواد مخدر داشته باشد. در این رابطه، فرد خودشیفته، شریک خود را به عنوان بخشی از خود می‌بیند و فرد تحسین‌شده، هویت خود را در شریک خود جستجو می‌کند. این نوع رابطه به دلیل عدم استقلال و عزت نفس پایین هر دو طرف، می‌تواند آسیب‌زا باشد.

## تبانی دهانی
در این تبانی، یکی از زوجین نقش مراقبت‌کننده و دیگری نقش وابسته را بر عهده می‌گیرد. فرد مراقبت‌کننده ممکن است احساس کند که شریکش ناسپاس و سیری‌ناپذیر است، در حالی که فرد وابسته ممکن است احساس کند که مورد سرزنش و بی‌توجهی قرار می‌گیرد. این نوع رابطه می‌تواند منجر به افسردگی و نارضایتی در هر دو طرف شود.

## تبانی مقعدی-سادیستی
در این تبانی، هر دو شریک در برابر این ایده که اگر آزادانه و مستقل رفتار کنند، رابطه از هم می‌پاشد، مقاومت می‌کنند. این مقاومت منجر به مبارزات قدرت، سادومازوخیسم و الگوهای حسادت و خیانت می‌شود. این رفتارها به عنوان راهی برای حفظ رابطه و وابستگی به یکدیگر عمل می‌کنند، اما در نهایت منجر به آسیب و نارضایتی می‌شوند.

## تبانی فالیک-ادیپی
این نوع تبانی ریشه در مشکلات حل نشده دوران کودکی و رابطه با والدین دارد. در تبانی فالیک، مرد به دنبال تأیید مردانگی خود است و در عین حال منفعل و محتاط باقی می‌ماند. زن مسئولیت و ابتکار عمل را به او واگذار می‌کند و در عین حال از انتظارات او می‌ترسد. در تبانی ادیپی، انتخاب شریک زندگی بیشتر تحت تأثیر رابطه با والدین جنس مخالف است. این نوع تبانی می‌تواند منجر به انتخاب شریک بسیار مسن‌تر یا شریکی شود که کاملاً برخلاف والدین جنس مخالف است.
در تمام این الگوهای تبانی، زوجین به‌طور ناخودآگاه درگیر بازی‌های روانی می‌شوند که در نهایت به رابطه آنها آسیب می‌زند. درمان زوجین می‌تواند به آنها کمک کند تا این الگوها را شناسایی کرده و راه‌های سالم‌تری برای ارتباط و تعامل با یکدیگر پیدا کنند.